# Saint-Bonnet-le-Château
 Saint-Bonnet-le-Château  es una población y comuna francesa, situada en la región de Ródano-Alpes, departamento de Loira, en el distrito de Montbrison y cantón de Saint-Bonnet-le-Château.

## Demografía
| 2115 | 2280 | 2243 | 1905 | 1687 | 1562 |
| Para los censos de 1962 a 1999 la población legal corresponde a la población sin duplicidades (Fuente: INSEE [Consultar]) |      |      |      |      |      |